# Allium lachnophyllum
Allium lachnophyllum är en amaryllisväxtart som beskrevs av John Alsop Paine. Allium lachnophyllum ingår i släktet lökar, och familjen amaryllisväxter.
Artens utbredningsområde är Israel. Inga underarter finns listade i Catalogue of Life.